# 飯島氏鰜鮃
飯島氏鰜鮃（学名：[Psettina iijimae] 错误：{{Lang}}：文本有斜体标记（帮助）），又名扁魚、皇帝魚、半邊魚、比目魚，为輻鰭魚綱鰈形目鰈亞目鮃科鰜鮃屬下的一个种，為熱帶海水魚，分布於西太平洋區，從日本南部至澳洲西北部海域，體長可達8.5公分，棲息在沙泥底質底層水域，以甲殼類、多毛類、魚類等為食，生活習性不明。